# Леверидж
Леверидж (англ. leverage) — фактор, действующий небольшим изменением и дающий существенное изменение результирующего показателя, эффект рычага.

## Определение
Согласно БРЭ леверидж — эффект рычага,  действующий фактор с небольшим изменением, но дающий существенное изменение результирующего экономического показателя в целом на предприятие, отрасль и т.п..

## Виды левериджа
Существуют три вида левериджа:
- производственный леверидж;
- финансовый леверидж;
- комбинированный леверидж.